# Evert Gerrit Kroon
Evert Gerrit Kroon (ur. 9 września 1946 w Hilversum w Holandii Północnej, zm. 2 kwietnia 2018 w Hollandsche Rading) – holenderski piłkarz wodny. Zdobywca brązowego medalu na Letnich Igrzyskach Olimpijskich w Montrealu. Jest uznawany za najlepszego holenderskiego bramkarza w historii.